# Râul Bistra, Vișeu
Râul Bistra este un curs de apă, afluent al râului Vișeu.